# 亡靈女僕
《亡靈女僕》是由qureate開發的一款清版射擊遊戲，於2024年2月15日在任天堂Switch發佈，同年3月1日在Steam發售。

## 遊戲內容
《亡靈女僕》採用清版射擊遊戲玩法，故事發生在秋葉原，人類因為不明病毒洩露成為喪屍。女僕咖啡廳店員火原凪咲在逃難時，被了解事件緣由的學者水鏡花音救下，並發現自己有病毒抗體，於是兩人合作解決事件。兩人以一家女僕咖啡廳為據點，火原凪咲負責外出調查，收集資料。隨著遊戲進程，會有其他女僕加入隊伍，共有五名可玩角色，各人使用不同的近戰武器和槍械與喪尸戰鬥。角色擊倒喪尸可以獲得經驗值提高等級，還能獲得強化角色、武器和裝備的素材。使用疫苗子彈擊中女僕造型的喪尸，能讓對方在這輪戰鬥中成為隊員，協助戰鬥。角色受傷後，女僕裝也會跟著破損，角色被擊倒會成為喪尸，可以通過治療恢復正常。除了主線劇情外，還有隱藏的角色劇情，需要達成一定條件才能解鎖。遊戲採用自動存檔，遊戲通關後，會增加三十分鐘Roguelike玩法的「求生者模式」。

## 開發及發行
2024年1月15日，qureate公佈了該年度計劃推出的五個作品，其中《亡靈女僕》是最早發佈的作品，將於2月15日登陸任天堂Switch，Steam預計在第一季度上線。臼田裕次郎擔任製作人，乾和音負責美術，劇本由另一家公司Linkedbrain負責。
同月25日，qureate公開了遊戲玩法與蕾拉・桑德斯、土浦乙葉和闇生澪那三個角色，同時遊戲在任天堂eShop展開預售。2月2日，qureate發佈遊戲的宣傳影片。3月1日，遊戲在Steam上線。遊戲的任天堂Switch中文實體版由亞克系統負責發行，於8月22日發售，預購有「私密女僕光柵卡套組」贈品。

## 評價
玩法方面，ASCII和遊戲基地均認為該作玩法和《吸血鬼倖存者》類似，遊戲基地評論員表示該作並沒有什麼玩法創新，不過操作「十分簡單明快」，也有針對遊戲手掣的操作優化。遊戲在機制上有一些小創新，但是對遊戲整體影響不大。電擊Online評論員稱讚該作加入角色受傷，衣服變得破損的設計，這樣能有效減少玩家在陷入戰局不利時的負面反饋。
角色設計方面，ASCII評論員梶井工太郎對五個可玩角色都做了點評，最初登場的火原凪咲，在各種能力都很平衡，其他角色在近戰和射擊能力上都各有側重。梶井工太郎對其中的冰上愛璃咲情有獨鐘，他稱讚角色的造型和性格可愛，角色武器也相對好用。遊戲基地評論員提到角色以使用不同武器和必殺技作出差異化，但是未能更進一步有獨特的專屬技能。角色養成設計不佳，部分角色的武器明顯佔有優勢，遊戲未能提供多種有趣的戰鬥流派，存在最優解。
劇情方面，電擊Online評論員的評價正面，主線劇情能吸引他繼續玩下去，進入角色劇情需要的條件較有難度，值得多次遊玩。遊戲基地評論員認為角色劇情的事件美術插畫「精美」，這類劇情也偏重「塑造角色個性」，減少「露骨的演出與構圖」。

## 外部連結
- 官方网站